# Élections provinciales belges de 1981
Les élections provinciales belges de 1981 se sont déroulées le 8 novembre de cette année.

## Résultats

### Flandre
| Parti | Parti          | Anvers    | Anvers             | Anvers   | Flandre-Occidentale | Flandre-Occidentale | Flandre-Occidentale | Flandre-Orientale | Flandre-Orientale  | Flandre-Orientale | Limbourg | Limbourg           | Limbourg |
| Parti | Parti          | Votes     | %                  | Sièges   | Votes               | %                   | Sièges              | Votes             | %                  | Sièges            | Votes    | %                  | Siège    |
| ----- | -------------- | --------- | ------------------ | -------- | ------------------- | ------------------- | ------------------- | ----------------- | ------------------ | ----------------- | -------- | ------------------ | -------- |
|       | CVP            | 311729    | 30,84 % (-11,83 %) | 32 (-10) | 249 796             | 35,93 % (-10,39 %)  | 37 (-9)             | 271 171           | 30,95 % (-10,29 %) | 30 (-12)          | 157 211  | 37,26 % (-11,02 %) | 28 (-8)  |
|       | SP             | 206809    | 20,46 % (-2,01 %)  | 20 (-1)  | 141 657             | 20,37 % (-1,26 %)   | 19 (-2)             | 169 922           | 19,4 % (-0,3 %)    | 18 (-1)           | 98234    | 23,28 % (+1,64 %)  | 17 (+3)  |
|       | PVV            | 182 359   | 18,04 % (+3,44 %)  | 17 (+3)  | 144 945             | 20,85 % (+4,9 %)    | 19 (+5)             | 206 261           | 23,54 % (+2,92 %)  | 23 (+4)           | 74 710   | 17,7 % (+3,36 %)   | 12 (+2)  |
|       | VU             | 157 466   | 15,58 % (+4,3 %)   | 15 (+5)  | 116 679             | 16,78 % (+3,69 %)   | 14 (+5)             | 154 783           | 17,67 % (+4,8 %)   | 17 (+8)           | 78059    | 18,5 % (+4,22 %)   | 13 (+3)  |
|       | Agalev         | 62250     | 6,16 % (+5,26 %)   | 4 (+4)   | 15 483              | 2,23 % (+2,23 %)    | 1 (+1)              | 34 317            | 3,92 % (3,92 %)    | 2 (+2)            | /        | /                  | /        |
|       | VB             | 34451     | 3,41 % (+0,46 %)   | 2 (=)    | /                   | /                   | /                   | 13 875            | 1,58 % (-0,5 %)    | 0 (=)             | 3179     | 0,75 % (+0,28 %)   | 0 (=)    |
|       | Autres         | 55 573    | 5,5 %              | 0        | 26 741              | 3,84 %              | 0 (=)               | 25 718            | 2,94 %             | 0                 | 10 589   | 2,5 %              | 0        |
|       | Blancs et nuls | 78 758    | 7,23 %             | /        | 68 297              | 8,94 %              | /                   | 66 214            | 7,03 %             | /                 | 36 698   | 8 %                | /        |
| Total | Total          | 1 089 395 | 100 %              | 90       | 763598              | 100 %               | 90                  | 942 261           | 100 %              | 90                | 458680   | 100 %              | 70       |

### Brabant
|       | CVP            | 181 971   | 14,02 % (-4,75 %)  | 14 (-6)  |
|       | FDF            | 161983    | 12,48 % (-7,62 %)  | 14 (-8)  |
|       | PVV            | 152421    | 11,74 % (+2,19 %)  | 12 (+3)  |
|       | PRL            | 149 652   | 11,53 % (+11,53 %) | 13 (+13) |
|       | PS             | 124 818   | 9,61 % (-1,1 %)    | 10 (=)   |
|       | SP             | 112372    | 8,65 % (+0,24 %)   | 8 (=)    |
|       | VU             | 109 966   | 8,47 % (+2,38 %)   | 8 (+4)   |
|       | PSC            | 85 400    | 6,58 % (-3,08 %)   | 6 (-3)   |
|       | RAD/UDRT       | 80 026    | 6,16 % (+6,16 %)   | 5 (+5)   |
|       | Autres         | 139 759   | 10,77 %            | 0        |
|       | Blancs et nuls | /         | /                  | /        |
| Total | Total          | 1 298 368 | 100 %              | 90       |

### Wallonie
| Parti | Parti          | Hainaut | Hainaut           | Hainaut | Liège   | Liège             | Liège    | Luxembourg | Luxembourg        | Luxembourg | Namur   | Namur            | Namur   |
| Parti | Parti          | Votes   | %                 | Sièges  | Votes   | %                 | Sièges   | Votes      | %                 | Sièges     | Votes   | %                | Sièges  |
| ----- | -------------- | ------- | ----------------- | ------- | ------- | ----------------- | -------- | ---------- | ----------------- | ---------- | ------- | ---------------- | ------- |
|       | PS             | 291 494 | 39,78 % (-1,31 %) | 46 (+4) | 222 244 | 38,09 % (+0,09 %) | 38 (+1)  | 35 980     | 25,5 % (-1,69 %)  | 14 (=)     | 74 874  | 29,6 % (-4,14 %) | 21 (=)  |
|       | PSC            | 131 328 | 17,92 % (-6,33 %) | 19 (-6) | 108 178 | 18,54 % (-8,13 %) | 18 (-8 ) | 47 763     | 33,84 % (-9,85 %) | 19 (-6)    | 65 770  | 26 % (-7,84 %)   | 17 (-5) |
|       | PRL            | 134 756 | 18,39 %           | 19      | 126 970 | 21,76 %           | 22       | 41 484     | 29,4 %            | 16         | 52 074  | 20,59 %          | 13      |
|       | ECOLO          | /       | /                 | /       | 40 793  | 6,99 % (+6,99 %)  | 4 (+4)   | 7907       | 5,6 % (+5,6 %)    | 1 (+1)     | 17 698  | 7 % (+7 %)       | 3 (+3)  |
|       | PCB            | 47 173  | 6,44 % (-2,31 %)  | 2 (-3)  | 24 720  | 4,24 % (-1,75 %)  | 3 (-1)   | /          | /                 | /          | 4854    | 1,92 % (+1,92 %) | 0       |
|       | FDF-RW         | 30 603  | 4,18 %            | 2       | 32 250  | 5,53 % (+5,53 %)  | 3 (+3)   | 1104       | 0,78 % (+0,78 %)  | 0          | 23 092  | 9,13 %           | 4       |
|       | UDRT           | /       | /                 | /       | 15 549  | 2,66 % (+2,17 %)  | 1 (+1)   | 6540       | 4,63 % (+4,63 %)  | 0          | 13 837  | 5,47 % (+4,01 %) | 2 (+2)  |
|       | Autres         | 97 406  | 13,29 %           | 2       | 12 831  | 2,21 %            | 1        | 347        | 0,24 %            | 0          | 764     | 0,31 %           | 0       |
|       | Blancs et nuls | 61 286  | 7,72 %            | /       | 47 269  | 7,49 %            | /        | 10 421     | 6,88 %            | /          | 19 103  | 7,02 %           | /       |
| Total | Total          | 794 046 | 100 %             | 90      | 630 804 | 100 %             | 86       | 151 546    | 100 %             | 50         | 272 066 | 100 %            | 60      |